# Parell de transferència de gir

Un model senzill de parell de transferència de gir per a dues capes antialineades. El corrent que surt de la capa fixa està polaritzada per spin. Quan arriba a la capa lliure, la majoria de girs es relaxen en estats de menor energia de gir oposat, aplicant un parell a la capa lliure en el procés.

El parell de transferència de gir (amb acrònim anglès STT) és un efecte en el qual l'orientació d'una capa magnètica en una unió de túnel magnètic o vàlvula de gir es pot modificar mitjançant un corrent polaritzat per gir.

Un diagrama esquemàtic d'una unió vàlvula de rotació/túnel magnètic. En una vàlvula de rotació, la capa separadora (morada) és metàl·lica; en una unió de túnel magnètic és aïllant.

Els portadors de càrrega (com els electrons) tenen una propietat coneguda com espín, que és una petita quantitat de moment angular intrínsec al portador. Un corrent elèctric generalment no està polaritzat (format per un 50% d'electrons de spin-up i 50% d'electrons de spin-down); un corrent polaritzat amb espín és aquell amb més electrons de qualsevol espín. En fer passar un corrent a través d'una capa magnètica gruixuda (normalment anomenada "capa fixa"), es pot produir un corrent polaritzat en espín. Si aquest corrent polaritzat amb espín es dirigeix a una segona capa magnètica més fina (la "capa lliure"), el moment angular es pot transferir a aquesta capa, canviant la seva orientació. Això es pot utilitzar per excitar oscil·lacions o fins i tot capgirar l'orientació de l'imant. Els efectes normalment només es veuen en dispositius a escala nanomètrica.
Memòria de parell de transferència de gir:
El parell de transferència de gir es pot utilitzar per capgirar els elements actius a la memòria magnètica d'accés aleatori. La memòria magnètica d'accés aleatori de parell de transferència de gir (STT-RAM o STT-MRAM) és una memòria no volàtil amb un consum d'energia de fuga gairebé nul, que és un avantatge important sobre les memòries basades en càrrega com ara SRAM i DRAM. STT-RAM també té els avantatges d'un menor consum d'energia i una millor escalabilitat que la memòria d'accés aleatori magnetoresistiva (MRAM) convencional que utilitza camps magnètics per capgirar els elements actius. La tecnologia de torsió de transferència de gir té el potencial de fer possibles dispositius MRAM que combinen requisits de corrent baixos i cost reduït; tanmateix, la quantitat de corrent necessària per reorientar la magnetització és actualment massa alta per a la majoria d'aplicacions comercials, i la reducció d'aquesta densitat de corrent per si sola és la base de la investigació acadèmica actual en electrònica de spin.